# ホンダ・リトルホンダ
リトルホンダ（Little Honda）は、かつて本田技研工業が製造販売したモペッドである。本項では実質的な後継車であるノビオ（Novio）についても解説を行う。

## 概要
軽いフレームと小型ながら機動性に富んだ高性能エンジンで気軽に楽しく乗れる便利なファミリーバイクをコンセプトに自転車感覚で乗れるよう女性ユーザーへ向け開発されたモペッドタイプの原動機付自転車である。
日本国内のみならず北米・ヨーロッパ向けにも輸出販売された。

## 車両解説
本モデルは1966年7月に発売された初代モデルのP25型と1969年5月に発売された2代目モデルのPC50型が存在する。
動力伝達はいずれのモデルも自転車と同じペダルで助走しながら、排気量49㏄の空冷4ストローク単気筒エンジンを始動させ、1速固定のトランスミッションで自走する構造であり、変速機構をニュートラルにすることで自転車と同じペダル走行も可能である。
フレームは低床型とし、ブレーキは前後とも機械式リーディングトレーリングである。
以下でそれぞれのモデルについて解説を行う。

### P25型

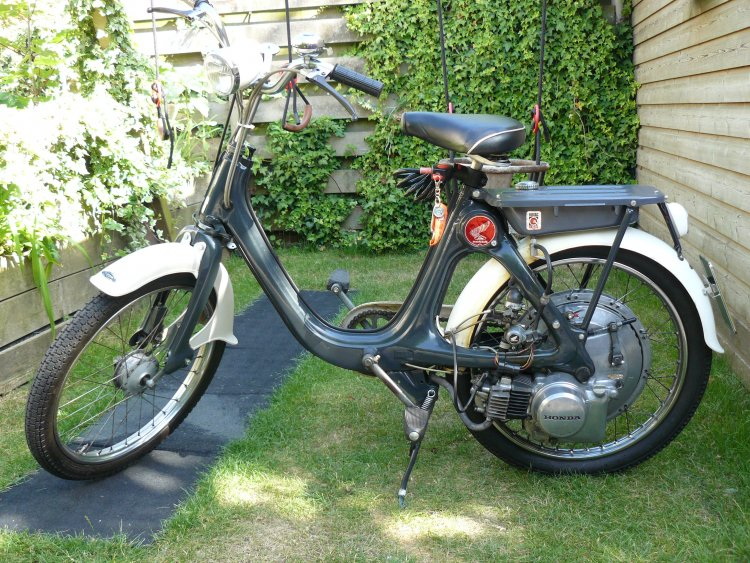
リトルホンダ P25

1966年7月発売。標準本体価格は29,800円。
サスペンションは前輪をボトムリンク、後輪をリジットとしたモデルで、前後ホイールサイズは17インチである。容量2.5Lの燃料タンクをリヤキャリア直下に搭載する。
最高出力1.2ps/4,200rpm・最大トルク0.25kg-m/2,500rpmのSOHCを搭載のエンジンは後輪の左横にマウントされ、ホイールをダイレクトに駆動する。方向指示器や制動灯は装備せず、車重45kgの車体は常用最高速度25㎞/hとされた。
輸出モデルは型式をP50とした。ホイールサイズを19インチとした仕様も存在する。P25では最高速度を25Km/hまでとするためにフライホイール内部の逆進角機構で頭打ちになる設定をされたが、P50は本機構を装備しない。

### PC50型
1969年5月14日発表、同月15日発売。標準本体価格は42,000円。
P25型から前後ホイールサイズを19インチに変更。車体面では新たにレッグシールドを新設したほか、リアサスペンションをリジッドからスイングアーム式に変更。またエンジン搭載位置をフレーム下部に移設しチェーンドライブとした上で、内径x行程=42.0x35.6（mm）・圧縮比8.5・前傾80°のOHVへ変更しながらも最高出力1.8ps/5,700rpm・最大トルク0.29kg-m/3,500rpmへパフォーマンスアップが成され、車重50kgの車体も常用最高速度50㎞/hへアップした。これに伴い方向指示器と制動灯が追加され、燃料タンクも容量を3Lへ増量しながらシート直下搭載に変更した。後述するノビオへモデルチェンジされる形で1972年生産終了。

## ノビオ
型式名PM50。リトルホンダ同様女性・高齢者・初心者でも自転車なみのやさしい運転操作を開発コンセプトにした実質的モデルチェンジ車で1973年1月29日発表、同月30日発売。標準本体価格は55,000円。車名はスペイン語で婚約者を意味する。
車体ならびにサスペンションの基本コンポーネンツはPC50型から踏襲しているが、搭載するエンジンを内径x行程=40.0x39.6（mm）・圧縮比7.5・最高出力1.8ps/4,000rpm・最大トルク0.36kg-m/3,000rpmの前傾40°空冷2ストロークピストンバルブ単気筒へ変更した。
1974年7月31日発表、同年8月1日発売で以下のマイナーチェンジを実施。
- 機種名をPM50 K1へ変更
- 標準本体価格を76,000円へ変更
- フロントバスケットを標準装備化
- エンジン周辺のペダル回転部分をフルカバー化
- 自転車走行切り替えボタンをワンタッチで出来るキー溝を新設
- チョーク操作をボタンからハンドル横レバーへ変更
- デコンプレバーを装着
- マフラーにプロテクターを装着
- シートならびにプーリーフルカバーに花柄プリントを採用
- スタンド操作用グリップパイプを新設

より安価で操作性を簡略化したスクーターのロードパル発売に伴い1975年に生産終了となった。